# Monterrubio (kommun i Spanien)
Monterrubio är en kommun i Spanien.   Den ligger i provinsen Provincia de Segovia och regionen Kastilien och Leon, i den centrala delen av landet, 70 km nordväst om huvudstaden Madrid.